# Strobilanthes glandibracteata
Strobilanthes glandibracteata är en akantusväxtart som beskrevs av Ding Fang och H.S. Lo. Strobilanthes glandibracteata ingår i släktet Strobilanthes och familjen akantusväxter. Inga underarter finns listade i Catalogue of Life.